# Ljuta, Kolašin
Ljuta este un sat din comuna Kolašin, Muntenegru. Conform datelor de la recensământul din 2003, localitatea are 33 de locuitori (la recensământul din 1991 erau 67 de locuitori).

## Demografie
În satul Ljuta locuiesc 29 de persoane adulte, iar vârsta medie a populației este de 52,2 de ani (52,7 la bărbați și 51,7 la femei). În localitate sunt 15 gospodării, iar numărul mediu de membri în gospodărie este de 2,20.
Populația localității este foarte eterogenă.
|  |

| Demografie | Demografie | Demografie |
| An         | Locuitori  | Locuitori  |
| ---------- | ---------- | ---------- |
|            |            |            |
|            |            |            |
|            |            |            |
|            |            |            |
| 1948       | 153        |            |
| 1953       | 106        |            |
| 1961       | 198        |            |
| 1971       | 180        |            |
| 1981       | 162        |            |
| 1991       | 67         | 67         |
| 2003       | 33         | 33         |

| \| Componența etnică conform recensământului din 2003[2] \| Componența etnică conform recensământului din 2003[2] \| Componența etnică conform recensământului din 2003[2] \| Componența etnică conform recensământului din 2003[2] \| Componența etnică conform recensământului din 2003[2] \| \| ----------------------------------------------------- \| ----------------------------------------------------- \| ----------------------------------------------------- \| ----------------------------------------------------- \| ----------------------------------------------------- \| \| \| \| \| \| \| \| Muntenegreni \| Muntenegreni \| \| 13 \| 39,39% \| \| Sârbi \| Sârbi \| \| 10 \| 30,3% \| \| necunoscută \| necunoscută \| \| 0 \| 0% \| |              |  |    |        |
| Componența etnică conform recensământului din 2003 |              |  |    |        |
| |              |  |    |        |
| Muntenegreni | Muntenegreni |  | 13 | 39,39% |
| Sârbi | Sârbi        |  | 10 | 30,3%  |
| necunoscută | necunoscută  |  | 0  | 0%     |